# Муравлёв, Алексей Алексеевич
Алексе́й Алексе́евич Муравлёв (2 мая 1924, Тифлис, Грузия — 22 апреля 2023, Москва) — советский и российский композитор и музыкальный педагог. Заслуженный деятель искусств РСФСР (1981), член Союза кинематографистов и Союза композиторов. Профессор Российской академии музыки имени Гнесиных. Лауреат Сталинской премии II степени (1950).

## Биография
Родился 2 мая 1924 года в Тифлисе (Тбилиси). Мать композитора, Евгения Вячеславовна, занималась в консерватории в Тифлисе у Г. Нейгауза по фортепиано и у Н. Печковского по вокалу в Ленинграде, отец, по профессии инженер-электрик, нередко охотно музицировал за фортепиано.
Младший брат Юрий (1927—2012) — пианист, профессор Московской консерватории, заслуженный артист РСФСР. Сестра — скрипачка и музыкальный педагог Евгения Муравлева-Чугаева (ск. в 2022 году).
В 1932 году Алексея Алексеевича принимают в Особую группу одарённых детей при Ленинградской консерватории по классу фортепиано к доценту П. Ф. Линде — ученице Ф. М. Блуменфельда. По классу теории музыки и композиции Муравлёв обучался у Г. М. Римского-Корсакова, внука композитора. Позже, в 1938 году, будущий композитор поступает в Музыкальную школу-десятилетку при Ленинградской консерватории, где он начинает серьёзно заниматься композицией. Его наставником становится педагог А. П. Гладковский. В классе Гладковского Муравлёв пишет Романс для трио памяти П. И. Чайковского.
Оказавшись в эвакуации в Свердловске, Муравлёв поступил в консерваторию на два факультета — композиторский и фортепианный. По композиции он обучается у заведующего кафедрой М. П. Фролова, а по фортепиано — у пианистки и клавесинистки Н. И. Голубовской, прибывшей из Ленинграда, по гармонии и инструментовке у композитора В. Н. Трамбицкого. За струнный квартет, исполненный весной 1942 года на экзамене по токомпозиции киевским Квартетом имени Вильома, восемнадцатилетний А. Муравлёв был принят в Союз композиторов, оказавшись самым молодым его представителем.
В эти же годы появляется замысел фортепианного цикла «Уральские сказы» по мотивам сказов Павла Бажова, работу над которыми Алексей Муравлёв продолжил в Московской консерватории, куда в 1944 году был переведён в класс профессора В. Я. Шебалина. Летом 1947 года А. Муравлёв получает за «Сказы» I премию на Конкурсе молодых композиторов в рамках Международного фестиваля демократической молодежи в Праге. Ещё одно произведение, созданное композитором под впечатлением творчества Бажова, а именно его сказа «Дорогое имячко» — Симфония-баллада «Азов-гора». Оно было закончено летом 1944 года, а его премьера состоялась в 1945 году в Свердловской филармонии под управлением М. Павермана. В 1950 году за это произведение А. Муравлёву была присуждена Сталинская премия. В 1959 году произведение было несколько раз исполнено в США под управлением Л. Стоковского.
Начав работать в области киномузыки с 1950 года, А. Муравлёв написал музыку почти к двумстам фильмам: художественным, документальным, научно-популярным. Снятые давно, фильмы с музыкой Муравлёва до сих пор появляются на телеэкранах: «Белый пудель», «Первое свидание», «Муму», «Дом с мезонином», «Тучи над Борском», «Волшебная лампа Аладдина», «Семён Дежнёв». Тема из кинофильма «Дом с мезонином» почти без изменений воплотилась в «Элегию» для фортепиано, а одна из главных тем телесериала «Руины стреляют…» стала импульсом к созданию Концерта для дуэта гуслей с оркестром русских народных инструментов.
С 1967 года преподавал в Московском государственном институте культуры, с 1972 по 2013 год — на кафедре композиции и инструментовки Российской Академии музыки имени Гнесиных.
В 2014 году попал в «Книгу рекордов России» в категориях «Старейший пишущий профессиональный композитор» и «Старейший действующий профессиональный пианист, исполняющий свою музыку». Являлся почетным членом «Международного Союза композиторов — 21 век».
Скончался 22 апреля 2023 года на 99-м году жизни после продолжительной болезни. Похоронен на Лайковском кладбище в Одинцовском городском округе Московской области.

## Освещение в критике
Вопросам стиля композитора посвящена диссертация Е. Н. Пирязевой на соискание учёной степени кандидата искусствоведения, защищённая в 2008 году. Музыке Муравлёва посвящена монография А. Розанова «Фортепианное творчество Алексея Муравлева. Истоки, стиль, традиции» (1998). Симфонической поэме «Азов-гора» посвящена монография С. Браз «Симфоническая поэма „Азов-гора“ Алексея Муравлёва». Вниманием музыковедов, журналистов и критиков сочинения Муравлёва отмечены в периодической печати. В газете «Правда» был дан положительный отзыв Струнному квартету, в журнале «Советская музыка» № 2 от 1972 года Ю. И. Янкелевич пишет о «Мазурке-каприс» и «Двух поэмах для скрипки и фортепиано», в «Московском комсомольце» от 18.03.1950 года № 34 (1204) напечатана статья В. Горохова «Поэма о земле Уральской», посвящённая анализу творческого пути молодого композитора и симфонической поэме «Азов-гора». А. Любимов посвятил оратории композитора «Слава советской земле» одноимённую статью в газете «Труд» от 25 февраля 1958 года. В газете «Советская культура» от 12.03.1964 года помещена рецензия Н. Руденко и А. Гуреева «Баллада о герое» на хоровой опус «Баллада об Андрее Чумаке». Концерту для дуэта гуслей адресованы статьи А. Польшиной и И. Рыжкина, а также Л. Васильевой.
По мнению Тихона Хренникова, зафиксированное во вступительной статье к сборнику «Алексей Муравлёв. Произведения для фортепиано» (М.: «Владос», 2003 г.), «творчество Муравлёва органично связано с классическими традициями (главным образом русской музыки) и фольклором; в то же время, оно современно по духу и использованию выразительных средств. Откликаясь, как художник, на новые веяния, композитор, однако, никогда не следовал моде».

## Фильмография
- 1951 — Друзья товарищи (мультфильм)
- 1955 — Белый пудель
- 1958 — Следствие продолжается (документальный)
- 1959 — Муму
- 1960 — Дом с мезонином
- 1960 — Первое свидание
- 1960 — Тучи над Борском
- 1962 — 49 дней
- 1963 — Город — одна улица
- 1963 — Непридуманная история
- 1963 — Секретарь обкома
- 1965 — Алёшкина охота
- 1965 — Пакет
- 1966 — Волшебная лампа Аладдина
- 1966 — Одни (короткометражный)
- 1966 — Удивительная история, похожая на сказку
- 1967 — Баллада о комиссаре
- 1967 — Незабываемое
- 1967 — Про чудеса человеческие
- 1968 — Крах
- 1969 — Дорога домой
- 1969 — Король гор и другие
- 1969 — Тренер
- 1970 — Когда расходится туман
- 1970—1972 — Руины стреляют…
- 1971 — Антрацит
- 1971 — Вчера, сегодня и всегда
- 1972 — Я — Тянь-Шань
- 1974 — Пламя
- 1974 — Трудные этажи
- 1977 — Жили-были в первом классе…
- 1977 — Садись рядом, Мишка!
- 1977 — Чёрная берёза
- 1978 — Великая Отечественная
- 1980 — Половодье
- 1981 — Василий и Василиса
- 1981 — Затишье
- 1981 — Любовь моя вечная
- 1983 — Семён Дежнёв
- 1985 — Право любить
- 1991 — Любимчик
- 1991 — Сказка о купеческой дочери и таинственном цветке

## Признание и награды
- Сталинская премия в области литературы и искусства II степени (1950) — за симфоническую поэму «Азов-гора» (1949)
- Заслуженный деятель искусств РСФСР (1981)
- Орден Почёта (27 декабря 2005 года) — за заслуги в области культуры и искусства, многолетнюю плодотворную работу[7]
- Орден Дружбы (28 мая 2014 года) — за достигнутые трудовые успехи, заслуги в гуманитарной сфере, активную законотворческую и общественную деятельность, многолетнюю добросовестную работу[8]